# 里田まい
里田 まい（さとだ まい、1984年〈昭和59年〉3月29日 - ）は、日本の歌手、タレント。かつてはカントリー娘。、Pabo、アラジン、里田まい with 合田兄妹に所属し、カントリー・ガールズのスーパーバイザーも務めた。愛称は、まいちゃん、まいちん、さっとん。本名：田中 舞（たなか まい、旧姓：里田）。
北海道札幌市東区出身。血液型はA型。身長
161.5cm。札幌大谷高等学校卒業。アップフロントクリエイト所属。夫は読売ジャイアンツの田中将大投手。

## 来歴

### ハロー!プロジェクト時代
2000年に「モーニング娘。第3回追加オーディション」を受け最終選考の合宿審査まで残るが、高校進級の関係から辞退。続く2001年の「モーニング娘。LOVEオーディション21」も受けるが落選。その後、同年の秋に行われた「カントリー娘。追加メンバーオーディション」に合格し、高校卒業直前となる2002年1月に加入した（高校卒業後に正式加入）。なお、「カントリー娘。」メンバーの芸名のつけ方の通例に反して「里田まい」と名字付きであるが、これはプロデューサーのつんく♂が当時のメンバー3人をまとめて呼ぶ際、「『りんね、あさみ、里田まい』の方が語呂が良い」と発言したことに由来する。
デビュー後数年間は北海道河西郡中札内村に所在する花畑牧場で農業・酪農業をしながらハロー!プロジェクト（以下ハロプロ）関連イベントなどの限定された活動が続いた。「カントリー娘。」自体も2004年以降はほとんどCDリリースがない状況になっていたが、2006年7月12日に初出演したフジテレビのクイズバラエティ番組『クイズ!ヘキサゴンII』において、その珍解答ぶりが爆笑を呼んだ。その後、同番組の常連解答者となり「おバカタレント」の代表格としてバラエティ番組を中心に活動し、ブレイクへと繋がる。
2007年1月、ほかのメンバー（あさみ、みうな）が全員卒業したことにより、たった1人の「カントリー娘。」となった。この年から「里田まい with 藤岡藤巻」というコラボレーションを組んだり、ハロプロでは「音楽ガッタス」に参加したり、「Pabo」などの「ヘキサゴンオールスターズ」としても歌手活動するようになった（後述）。
2008年12月5日、スタ☆ブロでブログ『里田まいの里田米』を開始。
2009年3月にハロプロを卒業。翌月以降は新規に設立されたハロプロOGのファンクラブであるM-line clubに「音楽ガッタス」のメンバーとして2010年3月まで所属。

### ハロー!プロジェクト卒業後
2009年9月17日、アメーバブログでも『里田まいオフィシャルブログ「里田まいの里田米」』を開始。
2010年5月17日、新潟県佐渡市の「朱鷺と暮らす親善大使」に任命され、同市で「里田米」の米作りを開始。
2012年1月26日、当時プロ野球・東北楽天ゴールデンイーグルスに所属していた投手・田中将大との結婚を発表。田中のシーズン開幕を前に、3月20日に正式に婚姻届を提出した。田中との交際は2010年11月に報道され、すぐに自身のブログにおいて報道が事実であることを認めていた。結婚後、主婦業を優先するため表立った芸能活動は事実上休止中。
2012年4月、ジュニア・アスリートフードマイスターの資格を取得。
2014年2月、夫・田中将大のニューヨーク・ヤンキース移籍に伴い、ニューヨークへ移住。それに先立ち、自分1人になってからも名乗ってきた「カントリー娘。」を存続させるため、日本を離れる自分の思いを受け継ぐ新メンバーを募集することを発表した。
2014年11月、「カントリー娘。」から改名した「カントリー・ガールズ」のスーパーバイザーに就任。スーパーバイザーとしての初仕事は、「照明さん」に扮するドッキリを仕掛け、新メンバーにグループ加入をサプライズ発表する役割だった。
2015年9月6日、第一子の妊娠を報告。2016年2月15日、ニューヨーク市内の病院で第一子となる男児を出産。
2019年6月7日、ニューヨーク市内の病院で第二子となる女児を出産。
2021年1月、夫・田中将大の東北楽天ゴールデンイーグルス復帰により、7年間のニューヨーク生活を終えて日本へ帰国。
2023年3月3日、オフィシャルサイト『里田まいの「里田商店」』を開設。
2023年4月4日、ブランド「THE MINE COLLECTION」を立ち上げたことを報告。

### 運動神経
小学校6年生から高校までソフトテニスを続け、札幌大谷高校にはテニスで推薦入学した。高校では部長を務め、道大会準優勝、全国大会出場の経験がある。2009年10月11日放送のフジテレビ『ジャンクSPORTS』に出演した際、ソフトテニスのアジア選手権優勝者である平田清乃から「野球で言えば甲子園と同じ」と高い評価を受けた。ハロプロでも運動神経はトップクラスで、2002年のハロプロ運動会ではMVPになっている。
乗馬も得意で、デビュー当時に全くの初心者から3か月で技術を取得、花畑牧場のホースショーでは鞍を装着していない裸馬に騎乗するパフォーマンスを披露していた。
芸能人女子フットサル選手としても活動していた。2003年11月にフットサル・ハロプロ選抜チーム（後の「Gatas Brilhantes H.P.」）に選出され、キャプテンの吉澤ひとみや副キャプテンの藤本美貴などとともに主力の一員だった。また2007年に出身地の札幌市で結成された「サッポロチェルビーズ」では初代主将・名誉主将を務めた経験を持つ。ポジションはフィクソ（サッカーでのディフェンダー (DF) に相当）で、スペースを埋める動きや密着マーク、的確なカバーリングで相手のチャンスの芽を摘む。そのプレーはまさに鉄壁で「壁」とまで呼ばれている。セットプレー時にはスペースに動きミドルシュートからゴールを決めることができる。
小学生時代にはバレーボールやバドミントンも経験している。

### 歌手活動
タレント色が強くなっている里田だが、歌手へのこだわりは強い。2007年5月には藤岡藤巻とのコラボレーションとして「里田まい with 藤岡藤巻」名義でシングルをリリースしたが、その際里田は「やっぱり歌が好きだ!私の原点なんだ!」とコメントしている。2007年はほかに「Gatas Brilhantes H.P.」から派生した「音楽ガッタス」に参加。
ハロプロ以外では、2007年に『ヘキサゴンII』にて常連出演者のスザンヌ、木下優樹菜と「Pabo」を結成してリーダーを務め、2008年からは「羞恥心」（つるの剛士、野久保直樹、上地雄輔）とのコラボユニット「アラジン」を結成。さらに、「一発屋2008」のコーラス、アルバム『WE LOVE ヘキサゴン』での「mai&タケシ」、「里田まい with 合田兄妹（一時期、神戸蘭子の加入で「里田まい with 合田家族」に改名）」とヘキサゴンファミリーでは最も多くのユニットに参加した。なお、2011年9月に『ヘキサゴンII』が終了したことに伴い、同年11月26日に開催された番組最後のイベント『ヘキサゴンファミリーコンサート 2011 WE LIVE ヘキサゴン』をもっていずれのグループも解散となった。
歌手活動は積極的に行っているが、本職の「カントリー娘。」に関してはメンバーが里田のみになってからはCDのリリースがない。ただし、「里田まい with 藤岡藤巻」の楽曲は「カントリー娘。」のベストアルバムに収録されている。かつて『スポーツ報知』記事内で「元『カントリー娘。』の里田まい」と誤報されたことがあるが、里田はハロプロ卒業後も「カントリー娘。」のメンバーである。なお、「カントリー娘。」は2014年11月5日に「カントリー・ガールズ」に改名し、里田は同グループのスーパーバイザーに就任している。
『第59回NHK紅白歌合戦』では「羞恥心 with Pabo」として、初出場を果たす。

## 出演

### テレビ

#### バラエティ
- セクシー女塾（2003年3月 - 9月、テレビ東京）
- 二人ゴト（2004年7月30日 - 8月9日、テレビ東京）
- クイズ!ヘキサゴンII（2006年7月12日 - 2011年9月28日、フジテレビ）[注 3]
- ぞっこん!スポーツ（2007年4月 - 、札幌テレビ）
- 森田一義アワー 笑っていいとも!（2008年1月10日[注 4]、2008年4月 - 2009年9月、フジテレビ） - 木曜日レギュラー→火曜日レギュラー
- 笑っていいとも!増刊号（2008年4月 - 2009年10月、フジテレビ）
- オジサンズ11（2008年4月 - 9月、日本テレビ） - 準レギュラー
- 里田まいのふわふわmignon（2008年11月 - 2011年3月30日 、北海道文化放送）
- 世界一受けたい授業（2009年5月 - 、日本テレビ） - 月1レギュラー[注 5]
- 教えてMr.ニュース 池上彰のそうなんだニッポン（2009年12月 - 2011年3月、フジテレビ） - 準レギュラー
- 爆笑レッドカーペット（フジテレビ） - 不定期出演
- あいまいナ!（2010年4月9日 - 2011年4月15日、TBS）
- 新感覚ゲーム クエスタ（2010年4月 - 2011年4月、NHK総合） - 準レギュラー
- 青山ワンセグ開発（2010年4月24日 - 2012年3月、NHKワンセグ2） - 相田翔子とともにMCを担当
- ザキ神っ! 〜ザキヤマさんとゆかいな仲間たち〜（2011年4月22日 - 2011年9月30日 、TBS）
- mignon・ヌーボー 里田まいのしゃかりき!（2011年4月 - 2012年3月、北海道文化放送）
- U型テレビ（2011年4月6日 - 2012年3月21日、北海道文化放送） - 隔週レギュラー

#### ドラマ
- お台場探偵羞恥心 ヘキサゴン殺人事件（2008年8月6日、フジテレビ） - 里田まい（本人） 役
- 水戸黄門 第41部 第11話「夢にまで見たお母さん・大坂」（2010年6月21日、TBS） - お千代 役
- 宮部みゆきスペシャル「魔術はささやく」（2011年9月9日、フジテレビ） - 佐藤多香子 役
- バッケンレコードを超えて（2013年1月27日、北海道文化放送） - 白井菜摘 役

### ラジオ
- MBSヤングタウン土曜日（2002年4月13日 - 2004年4月3日、MBSラジオ） - 途中加入
- ココナッツ娘。AYAKAとカントリー娘。里田まいのBLEND KISS（2004年6月 - 2005年6月25日、STAR digio）
- 里田まいの産地直送!カントリー娘。（2006年10月2日 - 2012年3月31日、STVラジオ）
- ハイパーナイト 音楽ガッタスのGuts10☆ガッタス!!（2007年10月1日 - 2009年3月30日、CBCラジオ）
- JT presents 週刊!オトナ塾（2007年10月6日 - 2008年9月28日、ニッポン放送）[24]
- まいとたいむ（2008年4月6日 - 2012年3月31日、RKBラジオ・KRYラジオ）[25] - タイムマシーン3号と共演
- JT presents 鴻上尚史と里田まいのサンデー・オトナラボ（2008年10月5日 - 2011年9月25日、ニッポン放送） - ポッドキャストによる番組本編配信あり[26]
- ハロプロやねん!シリーズ『里田まいのmy radio!』（2010年10月16日、ABCラジオ）

### ネット配信
- 里田まい インタビュー モッテコ書店 （2010年8月25日）
- パソコン女子部 （2011年5月 - 、インテル）

### CM
- エルセーヌ
- すかいらーく[注 6]
- JAL BLUE SKY 「生キャラメル」花畑牧場（2007年8月）
- ミツカン 「かおりの蔵」（2008年）
- 映画! たまごっち うちゅーいちハッピーな物語!?[27]
- 第45回衆議院議員総選挙・最高裁判所裁判官国民審査（北海道ブロック 2009年8月）
- セイコーマート （2010年8月 - ） - 北海道エリア限定
- the GazettE「PLEDGE」（2010年） - CDのテレビCM

### インフォマーシャル
- ECC（2007年1月、フジテレビ info CX）
- スクウェア・エニックス「ドラゴンクエストソード 仮面の女王と鏡の塔」（2007年7月28日、フジテレビ『FNS 27時間テレビ』内）
- 森永製菓「DARS」（2008年12月、UHB北海道文化放送） - 監督
- ソニー・コンピュータエンタテインメント「PSP 夏得キャンペーン」（2009年8月、フジテレビ info CX）

### 広告
- adidas レディースフットサル（2006年）
- コカ・コーラ Minute Maid 「BEAUTIA」（2007年7月、マガジンハウス『an・an』No.1567より）
- 第45回衆議院議員総選挙・最高裁判所裁判官国民審査イメージキャラクター（北海道ブロック 2009年8月）[要出典]
- ユニクロ 渋谷道玄坂店オープニングセレモニー（2010年3月）

### ファッションモデル
- A BATHING APE 2008 WINTER パンフレット モデル
- 神戸コレクション 2009 SPRING/SUMMER （東京・神戸公演）[28]
- 秋田ファッションフェス2009
- SAPPORO COLLECTION 2009
- 角川春樹事務所『BLENDA』 専属モデル（mai名義：2010年3月 - ）
- SAPPORO COLLECTION 2010
- SAPPORO COLLECTION 2011
- KANSAI COLLECTION 2011 AUTUMN&WINTER

### 映画
- 喧嘩番長 劇場版〜全国制覇（2010年3月6日公開、ジョリー・ロジャー） - 堤春 香 役
- 君が踊る、夏（2010年9月11日公開、東映）

#### 吹き替え
- ファイナル・デッドサーキット 3D（2009年10月17日公開、ギャガ） -  ローリ 役

### 舞台
- 劇団シニアグラフィティ「横須賀ストーリー」（2007年4月24日 - 30日、北千住・シアター1010）（DVD:2007年6月27日、PICCOLO TOWN）
- 平成レボリューション〜バックトゥザ・白虎隊〜（2007年10月3日 - 11日、全労済ホール/スペース・ゼロ）（DVD:2007年12月26日、zetima）
- ヘキサな二人（2008年2月16日、シアターアプル）（DVD:2009年6月26日、ポニーキャニオン） - ゲスト出演

### DVD
- 闘え!サイボーグしばた3（2005年9月28日、zetima）
- GyaO オリジナルドラマ 道徳女子短大 エコ研 第二話「39℃」（2006年11月8日、zetima）
- セクシー女塾 -怒涛のセクシー試練・その歴史 上巻（2004年8月4日、zetima）
- セクシー女塾 -怒涛のセクシー試練・その歴史 下巻（2004年8月4日、zetima）
- セクシー女塾 -怒濤のセクシー試練・その歴史 EXTRA（2004年12月8日、zetima）
- 娘DOKYU! 〜絵流田4丁目の人々〜 Vol.1（2007年6月13日、zetima）
- 娘DOKYU! 〜絵流田4丁目の人々〜 Vol.2（2007年6月13日、zetima）
- 娘DOKYU! 〜絵流田4丁目の人々〜 Vol.3（2007年7月4日、zetima）
- マイタイ 〜ラブハロ!里田まいDVD〜（2007年12月26日、zetima）
- 芸能人リアルプライベート旅 Star Tours 友近の愛媛（2011年7月8日、テレビ東京）

### PV
- つるの剛士「M」（カバーアルバム『つるのうた』収録）（2009年）

### NHK紅白歌合戦出場歴
| 年度/放送回               | 回 | 曲目                                 | 出演順 | 対戦相手 | 備考                                                    |
| ------------------------- | -- | ------------------------------------ | ------ | -------- | ------------------------------------------------------- |
| 2008年（平成20年）/第59回 | 初 | 羞恥心〜陽は、また昇る紅白スペシャル | 19/26  | aiko     | クイズ!ヘキサゴンII内のユニット(羞恥心 with Pabo)で出場 |

## 書籍

### 単行本
- 里田まいのおバカ伝説（2007年11月7日、竹書房） ISBN 978-4812433171
- 里田まいオフィシャルブック『ひとりだけどカントリー娘。です』（2009年12月、竹書房） ISBN 978-4-8124-3853-4
- 世界一おいしいごはんの食べ方（2011年8月8日、アスコム） ISBN 978-4776206460

### 写真集
- 里田まい（2003年10月4日、ワニブックス、撮影：上野勇） ISBN 978-4847027796
- my life（2007年3月21日、ワニブックス） ISBN 978-4847029981
- マイタイ（2007年12月26日、角川グループパブリッシング） ISBN 978-4048950077

### 朗読絵本
- トゥイーティーと不思議なとりかごシリーズ（ワーナー・ブラザース監修の朗読CD付き絵本。里田まい初のソロ曲「cure」も収録されている）
  - トゥイーティーとちいさなちょう（2010年10月18日、ユーキャン） ISBN 978-4901366519
  - トゥイーティーとまいごのほし（2010年10月18日、ユーキャン） ISBN 978-4901366526
  - トゥイーティーとポピーのようせい（2011年5月25日、ユーキャン） ISBN 978-4901366533
  - トゥイーティーといけのオーケストラ（2011年5月25日、ユーキャン） ISBN 978-4901366540

### 雑誌連載
- LEE「里田まいさんのマイ・ワンダフル・ライフ」（2015年4月7日 - 、集英社）[29]

## 参加ユニット
- カントリー娘。（2002年 - 2014年）
  - カントリー娘。に石川梨華（モーニング娘。）（2002年 - 2003年）
  - カントリー娘。に紺野と藤本（モーニング娘。）（2003年 - 2006年）
- シャッフルユニット
  - セクシー8（2002年）
  - 7AIR（2003年）
  - H.P.オールスターズ（2004年）
  - エレジーズ（2005年）
- ROMANS（2003年）
- Gatas Brilhantes H.P.（2003年 - 2012年[30]）
- サッポロチェルビーズ（2007年 - 2012年[30]）
- 里田まい with 藤岡藤巻（2007年）
  - 里田まいと藤岡藤巻（2010年）
- 音楽ガッタス（2007年 - 2010年）
- ヘキサゴンオールスターズ
  - Pabo（2007年 - 2011年）
  - アラジン（2008年 - 2011年）
  - 一発屋2008（2008年） - コーラスとして参加
  - mai&タケシ（2008年）
  - 里田まい with 合田兄妹（2008年 - 2009年・2011年）
    - 里田まい with 合田家族（2009年 - 2011年）

  - ツバサ（2010年 - 2011年）
  - famille 〜ファミーユ〜（2010年 - 2011年）
- がんばろうニッポン愛は勝つシンガーズ（2011年） - 東日本大震災チャリティープロジェクト
- カントリー・ガールズ（2014年 - 2019年） - スーパーバイザー